# Toby Fox
Robert F. "Toby" Fox (ur. 11 października 1991 w Manchesterze, w stanie New Hampshire w Stanach Zjednoczonych) – amerykański projektant gier komputerowych oraz kompozytor muzyki do gier wideo. Jest twórcą gry fabularnej Undertale, za którą zdobył dwie nagrody na festiwalu South by Southwest (SXSW) oraz liczne nominacje do wielu odznaczeń m.in. British Academy Games Awards, trzykrotnie The Game Awards, The National Academy of Video Game Trade Reviewers (NAVGTR), Game Developers Choice Awards - Games 2015 oraz D.I.C.E. Awards. W 2018 roku znalazł się na liście Forbes 30 Under 30 - Games.
Od 2012 roku pracuje nad kolejną grą fabularną - Deltarune. W 2018 i 2021 roku wydał jej dwa pierwsze rozdziały, dwa kolejne zostały wydane w 2025 roku, a wydanie piątego rozdziału jest planowane na 2026 rok. Ścieżka dźwiękowa pierwszej części była nominowana w 2019 roku do nagrody Game Audio Network Guild / MAGFest People's Choice Award.
Toby Fox odpowiada za oprawę muzyczną własnych gier. Już przed publikacją Undertale Fox zajmował się komponowaniem. Stworzył on m.in. muzykę do komiksu internetowego Homestuck oraz różnych niezależnych gier indie. Swój wkład miał też chociażby w tworzeniu pojedynczych utworów do ścieżki dźwiękowej ostatnich wydań serii gier Pokémon, Super Smash Bros. Ultimate czy Omori.

## Kariera

### Wczesna twórczość
W szkole średniej Fox wraz z braćmi interesował się tworzeniem gier i eksperymentował przy użyciu RPG Makera. Jedną z pierwszych znanych prac Foxa jest ROM hack do japońskiej gry na konsolę SNES - EarthBound, znany pod nazwą "EarthBound Halloween Hack". W 2009 roku, pod koniec swojej edukacji w szkole średniej, Fox zajął się kompozycją muzyki do komiksu internetowego Homestuck. Początkowo nie wydawał się zainteresowany bezpośrednim udziałem w kreowaniu ścieżki dźwiękowej do komiksu i nie odpowiedział na wstawiane przez Andrew Hussie'a ogłoszenia. Jednak publikowane przez Tobiego covery przykuły uwagę twórcy komiksu. W 2017 Fox skomponował muzykę do gry Hiveswap, która oparta była na Homestuck.
Dodatkowo udzielał się też przy tworzeniu OST do gry Temmie Chang, artystki pracującej nad Undertale, czy do gry RPG Little Town Hero produkcji Game Freak. Fox miał swój wkład też przy tworzeniu utworów do gier Pokémon - Pokémon Sword and Shield oraz Pokémon Scarlet and Violet. Skomponowany przez niego utwór pojawił się również na albumie "PRAY" japońskiej piosenkarki Itoki Hana. W kolejnych latach kontynuował z nią współpracę, tworząc chociażby utwór "Skies Forever Blue" (2022) czy "The Greatest Living Show" (2023).

### Przełom w karierze

#### Undertale
W 2015 roku Toby Fox wydał grę Undertale, która przyniosła mu rozpoznawalność. W ciągu kilku miesięcy liczba sprzedanych kopii przekroczyła jeden milion. Gra zyskała uznanie wśród odbiorców i została okrzyknięta mianem przełomowego hitu. Projekt został wydany niezależnie. Znaczną część pracy wykonał sam Fox, zajmując się projektowaniem gry oraz ścieżki dźwiękowej, natomiast warstwę artystyczną powierzył Temmie Chang.
W krótkim czasie Fox zyskał wielu fanów. Sam, zaskoczony sukcesem, przyznał, że gra jest "dosyć niszowa" i ocenił ją jako "8/10". Wraz ze wzrostem popularności Undertale, Fox odczuwał coraz większe obawy. Podzielił się nimi na swoim blogu, gdzie zwrócił uwagę jak szeroka rozpoznawalność gry może stać się przytłaczająca lub denerwująca dla potencjalnych nowych odbiorców. W swoich wypowiedziach zaznaczył, że nie chce, żeby ktokolwiek czuł się zmuszony do lubienia jego projektu i rozumie krytykę z jaką się spotyka. Fox oznajmił, że gra ta "nie jest dla wszystkich".
W 2016 roku Toby Fox wydał nieopublikowane wcześniej kompozycje do Undertale. Rozpoczął również współpracę z brytyjskim czasopismem A Profound Waste of Time. W 2018 roku wraz z przekroczeniem liczby 2 milionów sprzedanych kopii, Fox znalazł się na liście magazynu Forbes - Forbes 30 Under 30.
Undertale osiągnęło szczególny sukces w Japonii. W 2017 roku powstała oficjalna japońsko-języczna wersja gry, a w piątą rocznicę wydania gry, w Tokio odbył się koncert symfoniczny utworów ze ścieżki dźwiękowej gry. Popularność projektu Foxa umożliwiła mu spotkanie z Masahiro Sakuraiem, twórcą Super Smash Bros., co zaowocowało pojawieniem się Sansa, postaci z Undertale, w grze Nintendo Super Smash Bros. Ultimate.

#### Deltarune
30 października 2018 roku Toby Fox wstawił post na Twitter, w którym prosił fanów, aby za 24 godziny sprawdzili oficjalny profil gry na tym portalu społecznościowym. Następnego dnia ukazał się pierwszy rozdział kolejnej gry fabularnej - Deltarune (anagram od Undertale). Fox poinformował, że prace nad tym projektem zaczęły się już w 2012 r. i w trakcie ich tworzenia powstał pomysł na, wydaną w 2015 r. grę, Undertale.
17 września 2021 roku Fox wydał kolejny rozdział Deltarune. Produkcja ukazała się za darmo, w związku z trwającą pandemią COVID-19.
4 czerwca 2025 roku, zgodnie z zapowiedzią podczas wydarzenia Nintendo Direct tego samego roku, ukazały się dwa kolejne rozdziały gry. Były to pierwsze rozdziały znajdujące się poza wersją demo.
Przewidywane jest, aby finalna wersja gry miała siedem rozdziałów. Mają one być wydawane po kilka jednocześnie. Oficjalna data wydania szóstego i siódmego rozdziału nie jest znana.

## Życie prywatne
Robert F. Fox urodził się 11 października 1991, w Manchesterze w New Hampshire. Jest synem Roberta Foxa oraz Barbary Fox. Ma trójkę braci. Wychowywany był w wyznaniu Kościoła Episkopalnego. W 2014 r. ukończył studia na Uniwersytecie Northeastern w Bostonie na kierunku Nauka o Ochronie Środowiska.
Toby Fox cierpi na przewlekły ból nadgarstka, który, jak przyznał, regularnie uniemożliwia mu dłuższą pracę nad projektami programistycznymi czy muzycznymi.